# Monte Ruazzo
Il Monte Ruazzo (dal dialetto itrano ruazzë - Pettirosso), a cavallo tra i territori comunale di Itri e Formia in LT) nel Lazio, con i suoi 1.314,4 metri, all'interno del territorio del parco naturale dei Monti Aurunci, rrappresenta una delle più importanti vette della catena occidentale dei Monti Aurunci che guardano sul golfo di Gaeta.

## Vie di salita
Per raggiungere Monte Ruazzo sono possibili due percorsi alternativi. Il primo segnato dai segnavia del CAI 56 parte sulla destra del Rifugio Acquaviva di Maranola e percorre aree boschive di differente bellezza e valore botanico: il primo tratto si svolge tutto in salita in una  lecceta, il secondo percorrendo vaste distese di salvia e ginepro, il terzo in un bosco di carpino nero, il quarto in una freschissima Faggeta.

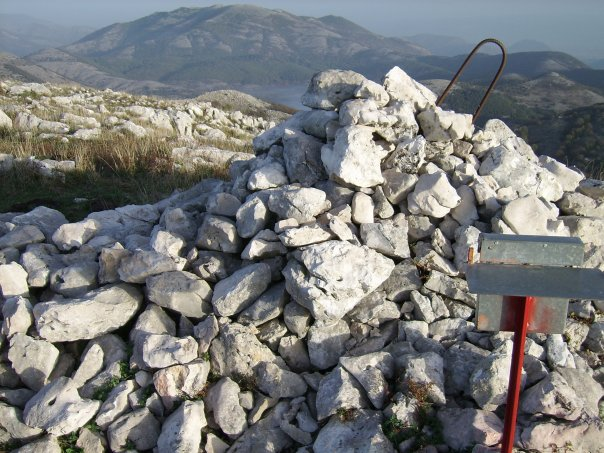
la cima del Monte Ruazzo - 1314 metri s.l.m.

A metà percorso circa, dopo una breve deviazione a destra, è possibile ammirare uno dei più belli inghiottitoi carsici della zona profondo più di 300 metri: l'abisso della Ciauchella di interesse prevalentemente speleologico. Procedendo in direzione nord-ovest nel folto della faggeta si raggiunge una grande dolina circolare: il Fosso di Fabio.

Dalla cresta tra Monte Ferrazzano e Monte Ruazzo si sale ripidamente alla cima del Ruazzo dove il panorama è davvero magnifico: la piana di Campone, il Redentore, il Monte Altino ed il Petrella a est, la vallata di Itri con il Santuario della Madonna della Civita e le Mainarde a nord, la  valle di Sciro costellata di grandi doline, 

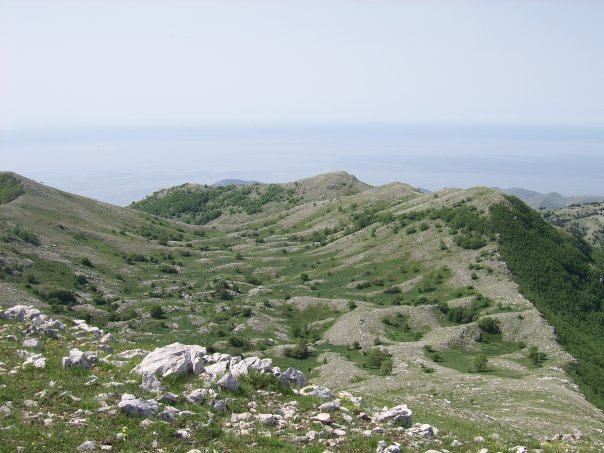
la meravigliosa Valle Sciro in primavera

Gaeta e l'Arcipelago Pontino a sud, il Circeo, la piana di Fondi e Terracina ad est.
Secondo molti escursionisti si tratta della più bella cima della catena montuosa del [Lazio 

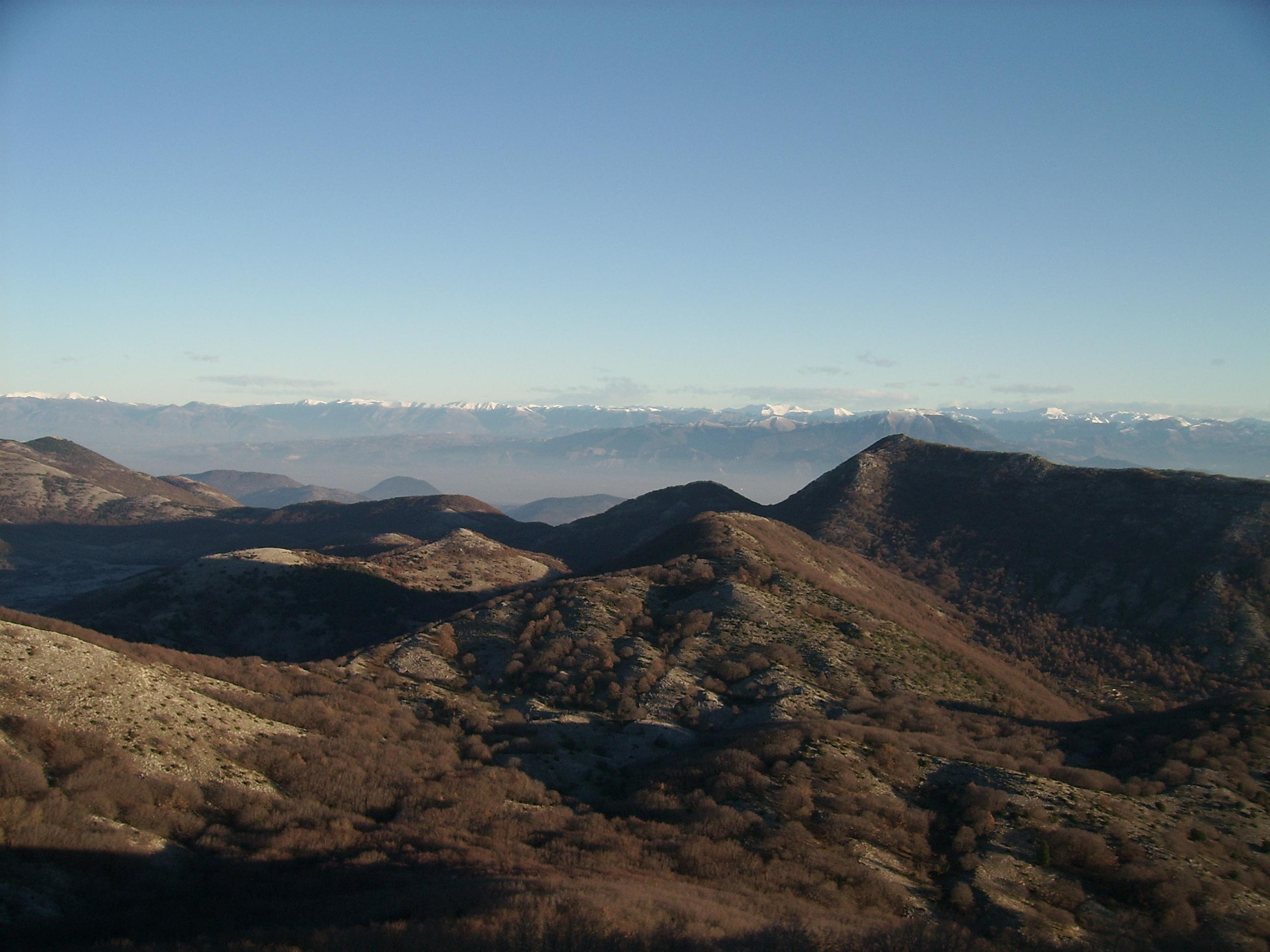
Appennino Laziale-Abruzzese innevato visto dalla cima di Monte Ruazzo

meridionale].

## Flora

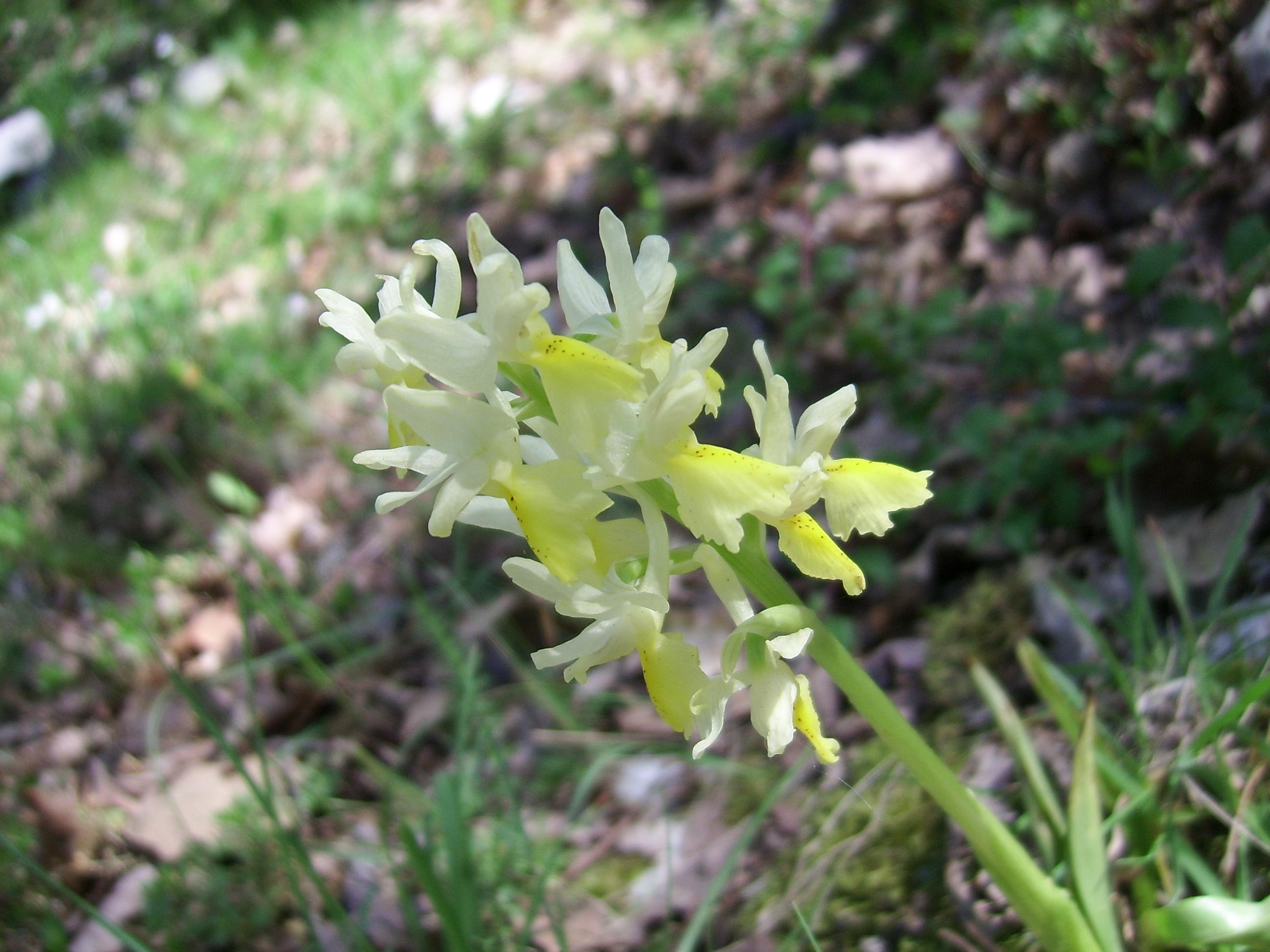
infiorescenza Orchis pauciflora

Caratteristica del Monte Ruazzo è la presenza svariata e irregolare di specie vegetali.
Dalle pendici fino alla cima, ed a seconda del versante troviamo importanti leccete, boschi di faggio, carpino nero e castagni secolari, il tutto alternato a spiazzi estesi di macchia mediterranea, pascolo e prati. Non è raro trovare inoltre esemplari di pero selvatico e nocciolo.
Nella parte più alta, a ridosso della cima dove gli alberi cedono il posto ai pascoli, le fioriture sono caratterizzate dalla massiccia presenza di salvia dall'inconfondibile colore violaceo e dal giallo del ginestrino, nonché da orchidee selvatiche (Orchis pauciflora, orchis mascula), muscari, crocus, violette e garofanini. 

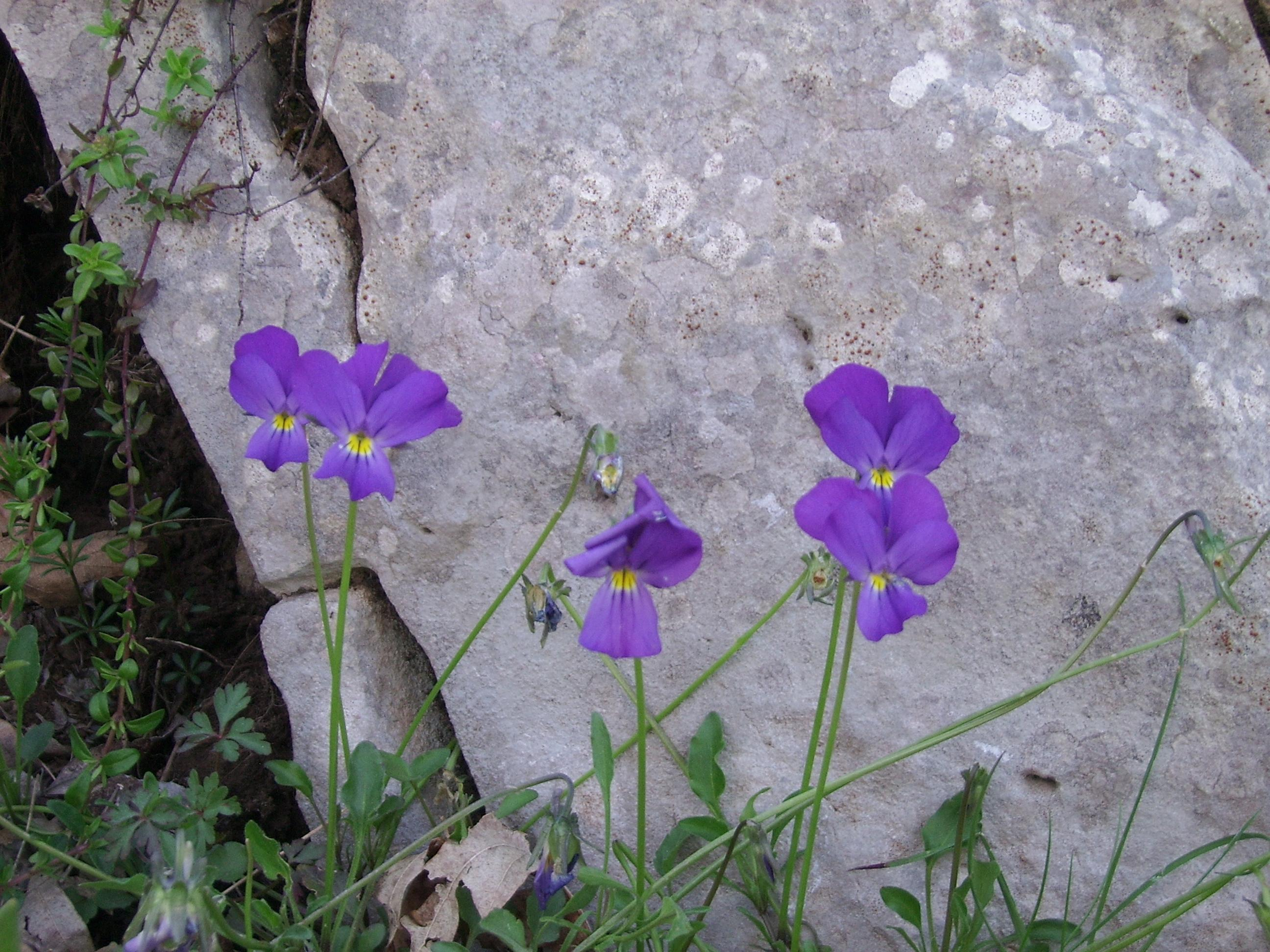
infiorescenza Violetta

Riscontriamo inoltre, nei versanti maggiormente assolati, la presenza del cardo carduus, dell'asfodelo bianco, del giglio di montagna e addirittura del lupino.